# Represa del Sisga
La Represa del Sisga es una presa de gravedad hecha de hormigón ubicada en el curso del río Sisga, en el municipio de Chocontá, del departamento de Cundinamarca, en el centro de Colombia. Está situada a 55 km sobre la carretera principal que conduce de Bogotá a Tunja.
La construcción comenzó en 1948 y fue completada en 1951 por la empresa estadounidense Raymond Concrete Pile and Wiston Bros Inc. por petición de la Caja de Crédito Agrario, Industrial y Minero para regular los caudales del río Sisga y así evitar inundaciones en la ciudad de Bogotá.
El lago generado aguas arriba recibe el nombre de Embalse del Sisga, donde se desarrollan diferentes actividades económicas como turismo, pesca y deportes náuticos.

## Propósito
La represa del Sisga se planeó y construyó para controlar las inundaciones en la Sabana de Bogotá regulando los caudales máximos del río. Además se aprovecha para almacenar el exceso de agua que se produce en la cuenca del río Sisga en la temporada de lluvia y poder utilizarse en la época de sequía para el abastecimiento del líquido en la ciudad de Bogotá, regulado por la planta Tibitoc a cargo del Acueducto de Bogotá, que abastece el 40% del agua que la ciudad demanda.

## Diseño

### Represa
La estructura tiene una altura de 52 m medidos desde la base hasta la corona, la cual se encuentra a 2674.5 m s. n. m., construida en concreto en su totalidad. Cuenta con un túnel de salida de 346 m de longitud con una sección transversal en forma de herradura de 8.5 m², que opera como descarga de fondo con una válvula Howell Burguer de 42 pulgadas de diámetro y una capacidad máxima de 15 m³/s.
El vertedero es un canal abierto revestido en concreto de 650 m de longitud, localizado en la margen derecha con una capacidad de 160 m³/s con el que se obtiene un nivel del agua de 2672.45 m s. n. m. Para el control del comportamiento de la presa y sus estribos, desde el punto de vista de filtraciones, cuenta con 14 piezómetros de tubo abierto que se controlan diariamente.

### Embalse

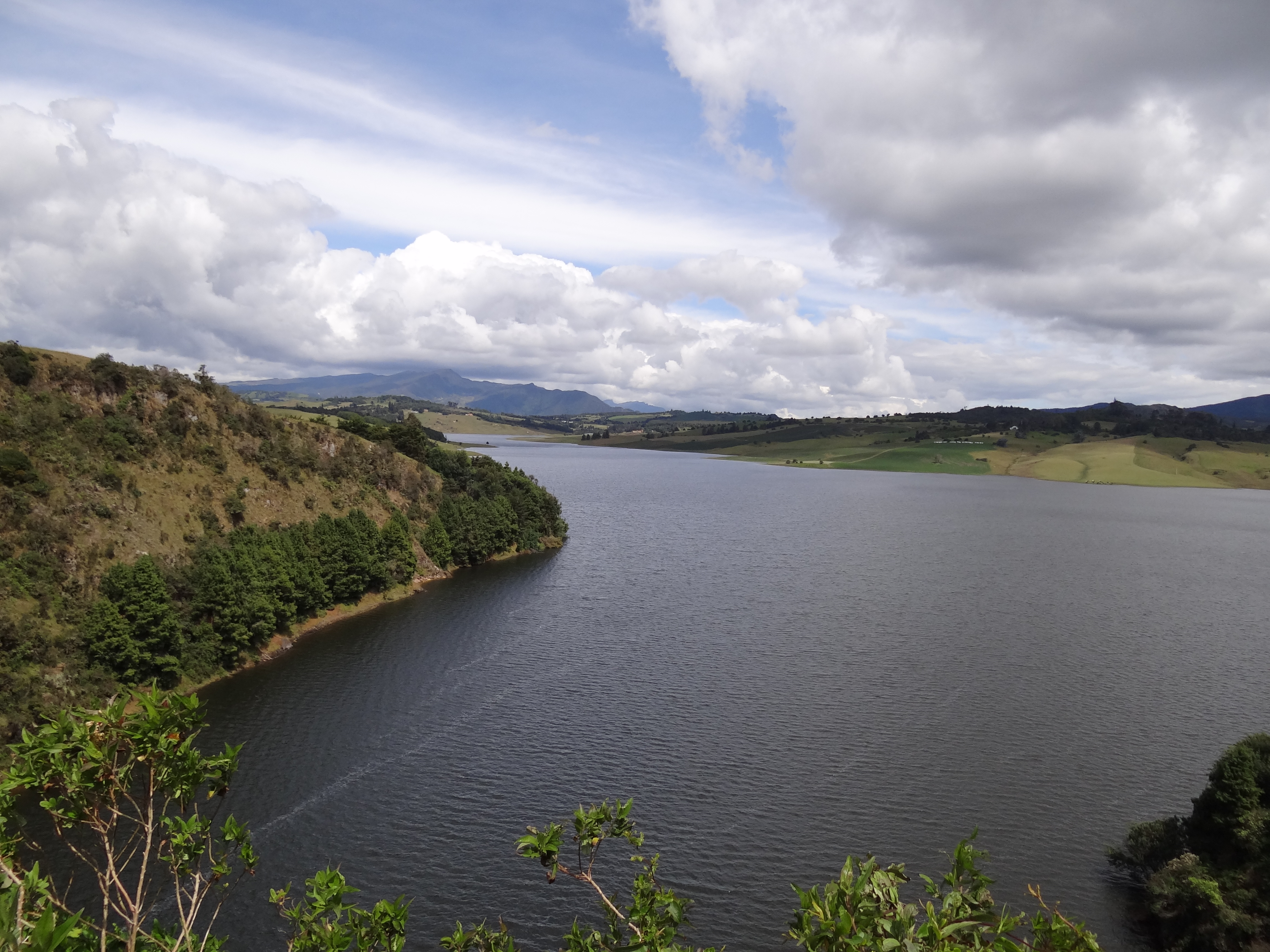
Embalse del Sisga.

Aguas arriba de la presa se genera un gran embalse; la capacidad de diseño del embalse era de 101.2 Mm3, que se encontraban cuando la cota de la superficie del agua era de 2670.4 m s. n. m.; sin embargo, en el 2004 la CAR actualizó la batimetría del embalse y encontró una variación del 11% con respecto a la capacidad original. La diferencia obedeció a la colmatación natural del embalse durante 53 años de funcionamiento y a la diferencia de los métodos utilizados en la época, este nuevo estudio determinó que la capacidad del embalse es de 94.3 Mm3, volumen del cual se considera útil el 95% y muerto el 5%.
Como sucedió con el volumen del embalse, en el diseño se contempló un área que luego de estudios detallados cambió. Inicialmente se estimaba un área de 653 ha, sin embargo en el 2004 se actualizaron los métodos de medición y se concluyó que el área es de solo 637 ha.
Los niveles de operación del embalse son los siguientes:

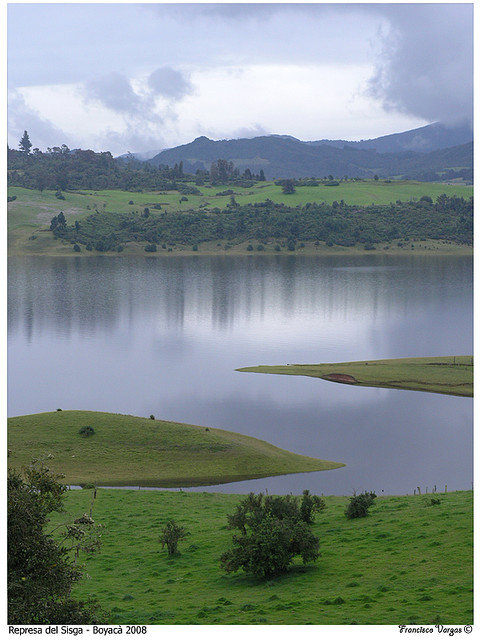
Represa del Sisga.

- Cota máxima de operación: 2670.4 m s. n. m.
- Cota mínima de operación: 2648.9 m s. n. m.
- Cota para almacenamiento de crecientes: 2674.3 m s. n. m.
- Cota del rebosadero: 2674.5 m s. n. m.

### Cuenca
La cuenca que aporta sus aguas al embalse de Sisga es de 148.2 km² de superficie, cuenca con un aporte anual medio de 73.1 Mm³ equivalente a un caudal medio de 2.3 m³/s. El río San Francisco aporta más del 60% de esta contribución con 1.40 m³/s y la Quebrada Granadillo con 0.381 m³/s. Las demás cuencas aportantes no cuentan con registros de caudales, pero son importantes durante la temporada húmeda.
La orografía de la zona conforma un valle entre las cotas 2700 y 3400 m s. n. m. enmarcado por dos ramales montañosos: la cordillera de Suratá al noreste y de Peña Blanca al suroccidente. La precipitación es moderada, con cerca de 1000 mm de precipitación media anual en la zona del embalse y con valores superiores aguas arriba. La cuenca posee un régimen unimodal, con una temporada lluviosa que inicia en mayo y se extiende hasta octubre, la temporada seca va de diciembre a marzo.

## Turismo

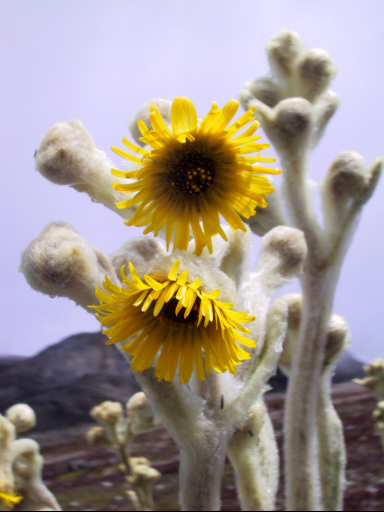
Frailejones que se observan en cercanías al embalse del Sisga.

Junto al embalse del Sisga se creó un parque destinado a la diversión y recreación como punto turístico del departamento de Cundinamarca aprovechando su cercanía con la ciudad de Bogotá. En el parque se practican principalmente deportes náuticos. En el lugar se realizan diferentes competencias a lo largo del año en deportes de motor, vela y pesca deportiva en todas las 653 ha que tiene la superficie del embalse. Debido a la profundidad del lago es posible practicar buceo y observar algunas especies que se han adaptado al lugar.

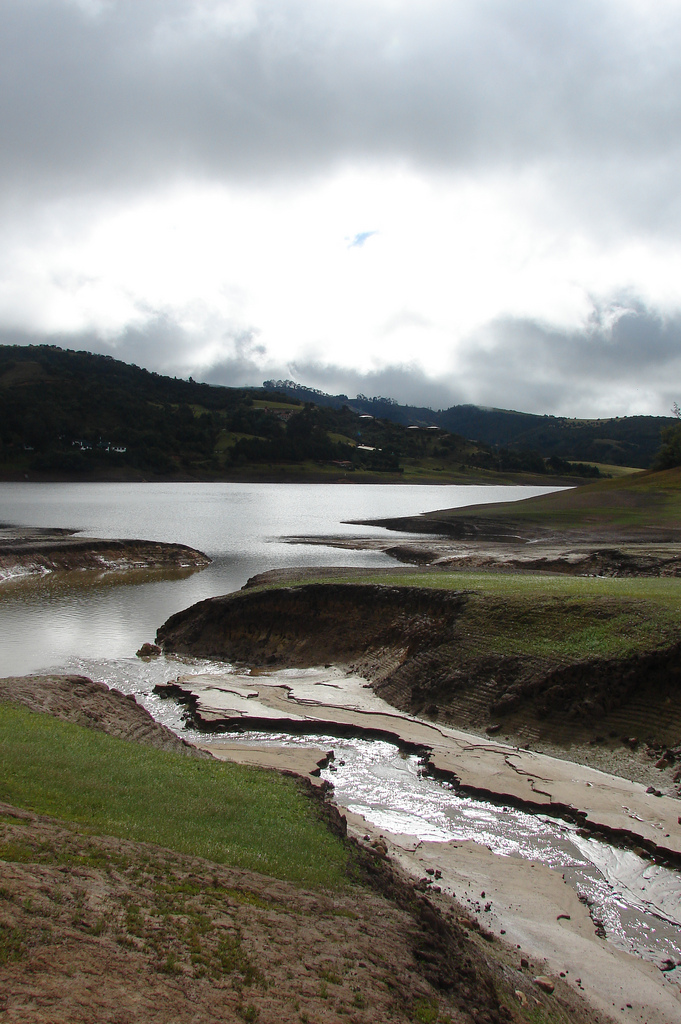
Represa de Sisga.

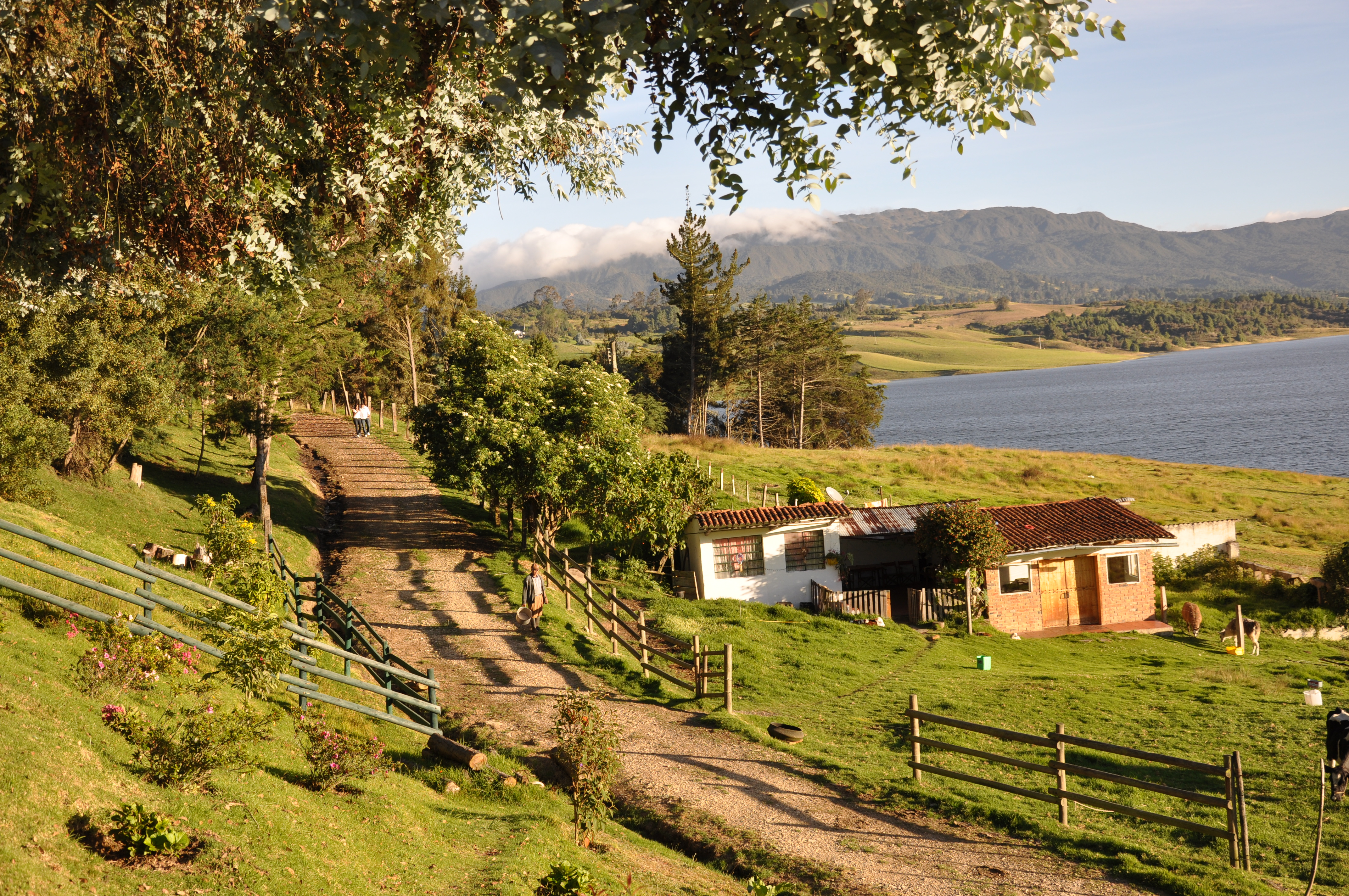
Construcciones colindantes a la represa.

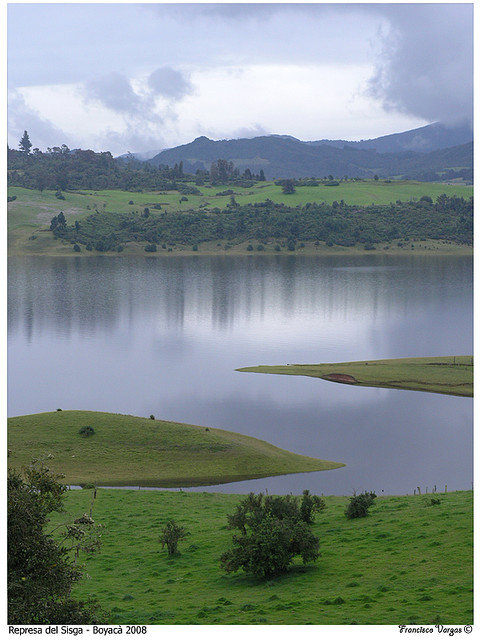
Panorámica de la represa.

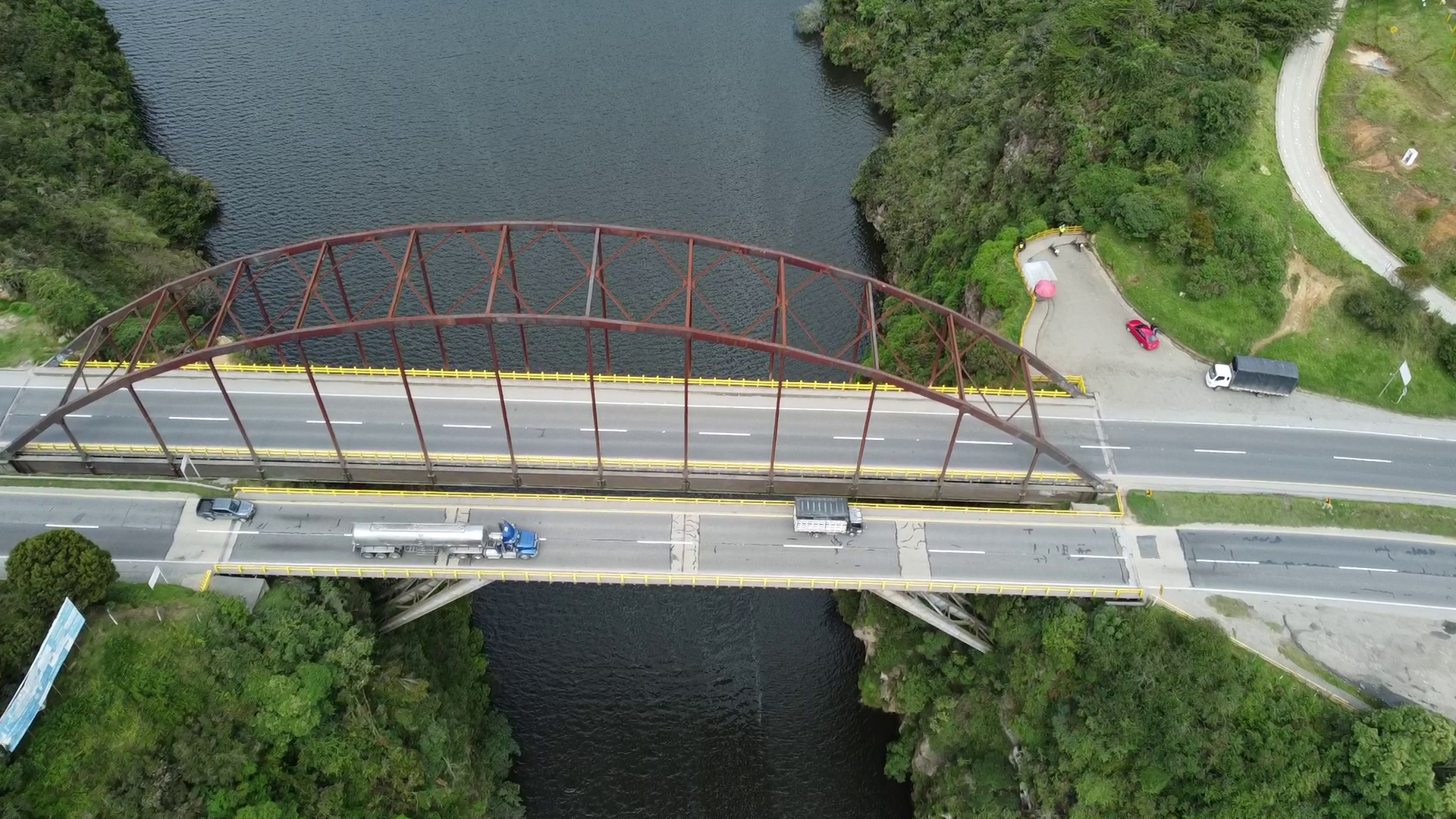
Puente del Sisga Chocontá Cundinamarca.

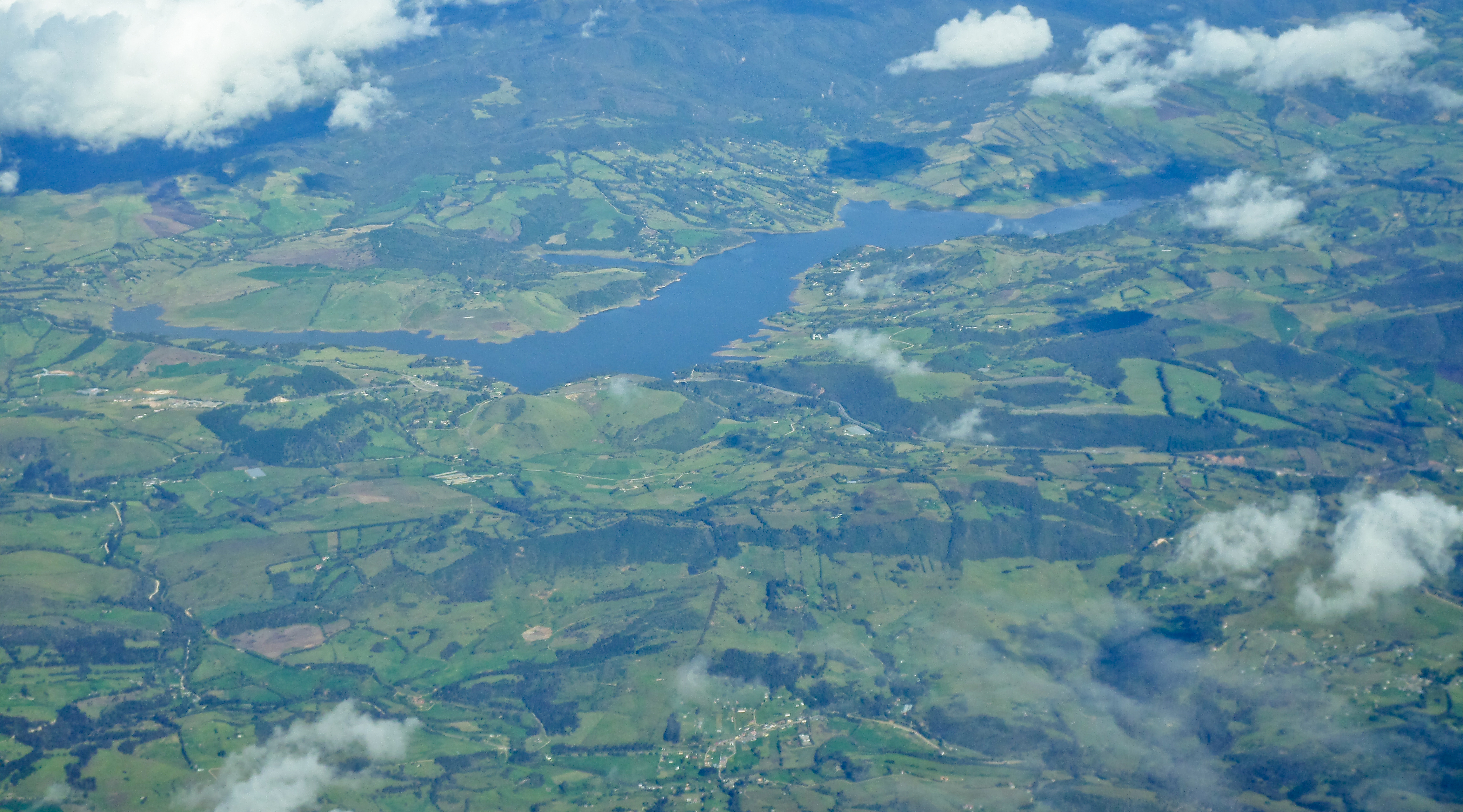
Vista aérea del Embalse de Sisga que alimenta la represa.

Además, los visitantes pueden observar la vegetación nativa de bosques plantados y praderas para pastoreo de ganado que se encuentra en las cercanías. Es posible observar especies como el pino ciprés y el pino pátula que son árboles representativos del bosque alto andino además del conocido en la zona como siete cueros, alisos, retamo espinoso, musgos, hongos, líquenes y en especial el frailejón, representativo de los páramos colombianos.
| Nombre          | Especie                 | Imagen |
| --------------- | ----------------------- | ------ |
| Pino ciprés     | Cupressus               |        |
| Pino pátula     | Pinus patula            |        |
| Siete cueros    | Andesanthus lepidotus   |        |
| Aliso           | Alnus                   |        |
| Retamo espinoso | Ulex europaeus          |        |
| Musgo           | Bryophyta sensu stricto |        |
| Líquenes        | Liquen                  |        |
| Frailejón       | Espeletia schultzii     |        |